# Sacred Mother Tongue
Sacred Mother Tongue foi uma banda de metal inglesa, formada por Andy James (guitarra), Darrin South (Vocais), Lee Newell (bateria) e Josh Gurner (baixo), que em 2013 foi substituído por Craig Daws.
Seu single de estreia, "Two Thousand Eight Hundred", alcançou a 4a posição na parada musical "UK Rock chart".
Tocaram em vários festivais de rock, tais como "Download Festival" de 2009 e 2011, e "Sonisphere Festival" em 2010. A revista "Metal Hammer magazine" assim descreveu a banda: "a banda de metal britânico mais convincente a surgir em muito tempo" ("the most convincing young British Metal band to emerge in a long time").

## Formação
- Andy James – guitarras (2004–2013)
- Darrin South – vocais (2008-2013)
- Josh Gurner – baixo (2008–2012)
- Craig Daws – baixo (2013)
- Lee Newell – baterias (2008–2013)

## Discografia
- 2006 - Revenge Is Personal
- 2009 - The Ruin Of Man
- 2012 - A Light Shines
- 2013 - Out of the Darkness